# PGC 9313
LEDA/PGC 9313 ist eine Balken-Spiralgalaxie vom Hubble-Typ SBc im Sternbild Widder auf der Ekliptik. Sie ist schätzungsweise 192 Millionen Lichtjahre von der Milchstraße entfernt und hat einen Durchmesser von etwa 30.000 Lichtjahren. Vom Sonnensystem aus entfernt sich das Objekt mit einer errechneten Radialgeschwindigkeit von näherungsweise 4.200 Kilometern pro Sekunde.
Sie gilt als Mitglied der elf Galaxien zählenden NGC 976-Gruppe LGG 61. Im selben Himmelsareal befinden sich außerdem unter anderem die Galaxien NGC 930, IC 1797, PGC 212977, PGC 3089945.